# Léon Marie Dufour
Pour les articles homonymes, voir Dufour.
Léon Marie Dufour est un mycologue français, né le 4 avril 1861 à Dol-de-Bretagne (Ille-et-Vilaine) et mort le 13 janvier 1942 à Fontainebleau (Seine-et-Marne) .
Il a été directeur adjoint du laboratoire de biologie végétale de Fontainebleau, de 1890 à 1925.